# Gianna Manzini
(Gianna Manzini, Ritratto in piedi)
Gianna Manzini (Pistoia, 24 marzo 1896 – Roma, 31 agosto 1974) è stata una scrittrice italiana.

## Biografia
Nasce a Pistoia il 24 marzo 1896, da un'agiata famiglia della borghesia locale. Dopo alcuni anni i genitori decidono di separarsi a causa del contrasto tra le idee anarchiche del padre e il perbenismo conservatore della famiglia della madre. La separazione dei genitori lascerà un segno indelebile in Gianna, ancora più acuito anni dopo dai sensi di colpa e dal rimorso per non essere stata vicina al padre che, dopo avere partecipato ad alcune cospirazioni contro il regime fascista instaurato da poco, e costretto a ritirarsi in volontario esilio in un piccolo paese di montagna, dopo un periodo di confino a Cutigliano, nell'Appennino pistoiese, muore nel 1925 in seguito ad un'aggressione fascista.
Dopo la separazione dei genitori, all'inizio dell'autunno del 1914, per completare gli studi si sposta con la madre a Firenze. Frequenta i corsi di Letteratura all'università di Firenze partecipando al vivace dibattito culturale nato tra la fine della prima guerra mondiale e l'insorgere del Fascismo. Durante la preparazione della tesi di laurea (sulle opere ascetiche di Pietro Aretino) conosce Bruno Fallaci, responsabile della terza pagina del quotidiano la Nazione: è il classico colpo di fulmine, e in breve tempo, durante il Natale del 1920, si sposano. Nell'estate dello stesso anno aveva già pubblicato un racconto, il primo di una lunga serie, in cui si notano in modo sempre più evidente la qualità e le ragioni della sua prosa.
Nel 1928 pubblica il suo primo romanzo, Tempo innamorato, accolto come una ventata di novità dalla critica: recensito da Emilio Cecchi, attira l'attenzione di André Gide e Valery Larbaud.
Incomincia a collaborare alla rivista letteraria Solaria, e in questo ambiente colto e attento alle nuove proposte conosce Arturo Loria, Alessandro Bonsanti, Prezzolini, De Robertis e il giovane Montale, che a proposito del primo libro della Manzini scrive "ha fatto già molto e molto ancora può fare per il romanzo italiano".
Nel 1930 è l'unica donna scelta da Enrico Falqui e da Elio Vittorini per l'antologia Scrittori Nuovi, ma con il successo e l'apertura verso la narrativa europea arriva la crisi coniugale: nel 1933 si separa definitivamente dal marito, abbandona l'amata Firenze e insieme ad Enrico Falqui si trasferisce a Roma. La città in un primo momento le appare ostile, la sua relazione amorosa è tempestosa, ma con il tempo ritrova l'equilibrio sentimentale e un luogo dove mettere definitivamente le radici.
Nell'immediato dopoguerra con Falqui fonda la rivista Prosa: l'avventura editoriale durerà poco, ma la rivista svolge un ruolo di primo piano nel dibattito sulla narrativa, ospitando scritti di Virginia Woolf, Thomas Mann, Jean-Paul Sartre e Paul Valéry. Parallelamente al suo impegno letterario incomincia per la Manzini anche una più frivola attività di cronista di moda, prima sul quotidiano Giornale d'Italia, poi sul settimanale Oggi. Più tardi, sulla rivista La Fiera Letteraria tiene una rubrica fissa, che firma con gli pseudonimi di Pamela e Vanessa, scrive articoli scanzonati, pensieri estrosi, distrazioni che concede ad un impegno sempre tirannico e assoluto.
Dopo la lunga e tormentata stesura di Lettera all'editore (1945), meta-romanzo in cui l'autrice interrompe con brani di riflessione autocritica sequenze narrative ricche di lirismo, nel 1953 pubblica il volume di racconti Animali sacri e profani, apprezzato dal giovane Pier Paolo Pasolini. Il terzo romanzo, La Sparviera, nel 1956 si aggiudica il Premio Viareggio. La vicenda del protagonista, Giovanni, traspone in parte e trasfigura la storia della malattia polmonare che l'autrice aveva contratto da bambina e che la perseguiterà fino alla morte. Alcuni dei suoi interventi alla radio e molti dei testi brevi pubblicati in riviste vengono raccolti nei volumi Foglietti (1954), Ritratti e pretesti (1960). Con il quarto romanzo, Un'altra cosa (1961), che racconta le vicende e riporta le riflessioni di uno scrittore alle prese col proprio mestiere, vince il premio Marzotto. Nel 1965, con il romanzo sperimentale Allegro con disperazione, vince il Premio Napoli. Gli spettri dell'infanzia tornano nell'ultimo romanzo, Ritratto in piedi (1971), con il quale vince il Premio Campiello e che le procura una notorietà tardiva, e nell'ultimo volume di racconti, Sulla soglia, che viene pubblicato nel 1973. Fra i molti luoghi importanti per la sua biografia non si possono dimenticare i lunghi periodi passati a Cortina d'Ampezzo, dove frequenta con assiduità la pittrice Alis Levi, quasi certamente la sua migliore amica. La casa di Alis e del marito Giorgio Levi è stata uno dei salotti letterari più importanti della seconda metà del secolo. In Album di ritratti, Mondadori 1964, la Manzini dedica all'amica una delle sue pagine migliori.
Muore a Roma in solitudine il 31 agosto 1974, pochi mesi dopo la scomparsa del suo compagno di vita Enrico Falqui. A suo nome è dedicata una via a San Benedetto del Tronto e una a Pistoia.

## La tematica
La prosa di Gianna Manzini, "complicata e un po' abbagliante" come la definiva già al suo esordio Emilio Cecchi, ha sempre cercato di costruire il racconto secondo angolature e piani diversi; la narrazione assume a volte un ritmo affannoso, preziosismi lessicali e metaforici, e lo stile diventa spesso acrobazia.
Giacomo Debenedetti scrisse che "certamente la Manzini è riuscita e riesce a pronunciare parole che, fino all'attimo precedente, avevamo creduto impronunciabili [.....] in tal modo [...] ci può descrivere un visibile che anche noi dovremmo vedere, ma da soli non vedremo mai".
I suoi due ultimi libri rappresentano per la scrittrice un ritorno doloroso alle origini; il ricordo del padre amatissimo, i sensi di colpa, ripresi dopo un oblio di ben sessant'anni, necessari per sviscerare tutto il suo vissuto: la dolorosa vicenda di un padre ricco che lascia tutto (compresa la famiglia) per inseguire un ideale e un tragico destino, e di una madre ricca borghese, conservatrice e reazionaria, raffigura uno scontro di scelte diverse e inconciliabili.
Manzini si rivela un'intellettuale raffinata, autrice di frammenti lirici e sperimentatrice di forme aperte del testo. Il suo è un percorso originale e innovativo, che si pone al di là delle tendenze letterarie, spesso precorrendo i tempi con tecniche nuove e personalissime.
La sua opera, benché subito apprezzata dalla critica e da grandi intellettuali, è rimasta confinata all'interno di un pubblico ristretto. Oggi sembra che possa finalmente essere illuminata da una nuova rilettura delle sue opere, anche grazie allo straordinario apporto del suo archivio personale, che potrà aprire nuove prospettive di ricerca sui suoi testi.

## Opere

### Romanzi e racconti
- Tempo innamorato, introduzione di Giansiro Ferrata, Milano, Corbaccio, 1927; Milano, Mondadori, 1973.
- Incontro col falco, Milano, Corbaccio, 1929.
- Boscovivo, Milano, Treves, 1932.
- Un filo di brezza, Milano, Panorama, 1936.
- Rive remote, Milano, Mondadori, 1940.
- Venti racconti, prefazione di Giuseppe De Robertis, Milano-Verona, Mondadori, 1941.
- Forte come un leone. Confidenze, con 6 disegni inediti di Scipione, Roma, Documento, 1944.
- Carta d'identità, Roma, Nuove edizioni italiane, 1945.
- Lettera all'editore, a cura di Clelia Martignoni, Firenze, Sansoni, 1945; Palermo, Sellerio, 1993.
- Forte come un leone ed altri racconti, Milano, Mondadori, 1947.
- Ho visto il tuo cuore, Milano, Mondadori, 1950.
- Cara prigione, con 6 disegni di Franco Gentilini, Milano, Fiumara, 1951; Milano, Mondadori 1958.
- Animali sacri e profani, Roma, Casini, 1953.
- Il valzer del diavolo, Milano, Mondadori, 1953.
- Foglietti, Milano, All'insegna del pesce d'oro, 1954.
- La sparviera, Milano, Mondadori, 1956.
- Ritratti e pretesti, Milano, Il Saggiatore, 1960.
- Arca di Noè, Mondadori, Milano, 1960; Roma, Rina Edizioni, 2023.[4]
- Un'altra cosa, Milano, Mondadori, 1961.
- Il cielo addosso, Milano, Mondadori, 1963.
- Album di ritratti, Milano, Mondadori, 1964.
- Allegro con disperazione, Milano, Mondadori, 1965.
- La Signora di Cariddi, Milano, Rizzoli, 1970.[5]
- Ritratto in piedi, Milano, Mondadori, 1971; a cura di Clelia Martignoni, Pistoia, Libreria dell'Orso, 2005; Aprilia, Ortica editore, 2011.
- Sulla soglia. Racconti, a cura di Clelia Martignoni, Milano, Mondadori, 1973; Pistoia, Libreria dell'Orso, 2005.

#### Scritti postumi
- Bastimento in bottiglia e altri racconti dimenticati, a cura di Margherita Ghilardi, Pistoia, Iquadernidiviadelvento, 1991.
- Favola dell'ulivo e altre prose liriche, nota al testo di Clelia Martignoni, Pistoia, Iquadernidiviadelvento, 1994.
- Autoritratto involontario e altri racconti, a cura di Margherita Ghilardi, Milano, La tartaruga, 1996.
- Bestiario. Tre racconti, a cura di Maura Del Serra, Pistoia, Via del vento, 1996.
- Lettere a Giulio, con disegni di Giulio Innocenti, introduzione e cura di Simonetta Bartolini, postfazione di Sigfrido Bartolini, Pistoia, Libreria universitaria Turelli, 1996.
- La moda di Vanessa, a cura di Nicoletta Campanella, Palermo, Sellerio, 2003.
- Il merlo e altre prose, a cura di Magda Vigilante, Pistoia, Via del vento, 2005.
- Cielo di Pistoia e altri racconti, con uno scritto di Indro Montanelli, apparati di Fabrizio Zollo, Pistoia, Via del Vento, 2006.
- Scacciata dal paradiso, a cura di S. Silvieri, Matelica, Hacca editore, 2012.

### Traduzioni
- Jean Paulhan, Le cause celebri, Milano, Edizioni della meridiana, 1952.